# Sagmatias cruciger
Il lagenorinco dalla croce (Sagmatias cruciger (Quoy e Gaimard, 1824)) è un piccolo rappresentante della famiglia dei Delfinidi (Delphinidae) che abita le acque antartiche e subantartiche. Viene avvistato regolarmente dalle navi che attraversano lo stretto di Drake, ma ha una distribuzione circumpolare.
Venne identificato per la prima volta come una nuova specie da Jean René Constant Quoy e Joseph Paul Gaimard nel 1824 a partire da un disegno effettuato nel Pacifico meridionale nel 1820. È stato l'unico cetaceo ad essere riconosciuto come specie valida solamente a partire dai resoconti dei testimoni.

## Descrizione

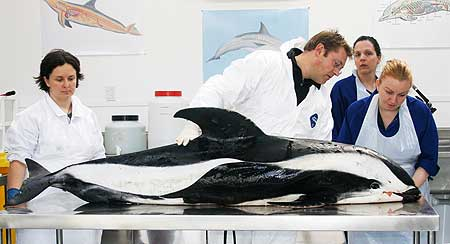
Autopsia di un lagenorinco dalla croce. I disegni sui fianchi sono un carattere per l'identificazione della specie.

Il lagenorinco dalla croce presenta una colorazione nera sul dorso e bianca sul ventre, con macchie bianche sui fianchi e, talvolta, zone di colore grigio scuro. Per questo motivo, era noto comunemente tra i balenieri come sea cow («mucca di mare», nonostante con questo nome vengano chiamati i rappresentanti dell'ordine dei Sirenii) o sea skunk («moffetta di mare»). Su ogni lato vi è una macchia bianca sulla fronte, sopra il rostro, l'occhio e la pinna pettorale, e un'altra macchia sulla parte posteriore del corpo. Queste due macchie sono collegate da una sottile striscia bianca che fa assumere al disegno, in parole povere, la forma di una clessidra; da qui il nome inglese di hourglass dolphin («delfino clessidra»). Il nome comune italiano, invece, così come l'appellativo specifico (cruciger, «portatore di croce»), si riferisce alle zone di colore nero, che, viste da sopra, ricordano vagamente una croce di Malta o una croce patente. Fino ad ora non vi sono stati avvistamenti verificati di piccoli e la loro colorazione rimane pertanto sconosciuta.
All'interno del suo areale questo delfino è facilmente identificabile. L'unico cetaceo di dimensioni e colorazione paragonabili presente nelle stesse acque dell'estremo sud è il lissodelfino australe. Tuttavia, l'assenza di pinna dorsale nel lissodelfino, in contrasto con la pinna dorsale generalmente alta e ricurva del lagenorinco dalla croce, rende molto improbabile la confusione tra le due specie. La pinna dorsale del lagenorinco dalla croce è di forma variabile e la curvatura può essere particolarmente pronunciata negli individui più anziani. La specie possiede vertebre a forma di disco e altri processi inclinati che conferiscono loro una maggiore stabilità.
I maschi adulti misurano circa 1,8 metri di lunghezza e pesano più di 90 chilogrammi. Le femmine giovani presentano una lunghezza compresa tra 1,6 e 1,8 metri e pesano tra 70 e 90 chilogrammi. Si ritiene che i maschi siano leggermente più piccoli e leggeri delle femmine, ma il numero limitato di esemplari analizzati non permette di trarre conclusioni definitive.
Come tutti i delfini, anche questa specie utilizza l'ecolocazione per localizzare le prede.

## Distribuzione e habitat
La specie occupa un areale circumpolare, dal limitare del pack antartico fino a circa 45° S. Più a nord è stata rilevata a 36° S nell'Atlantico meridionale e a 33° S nei pressi di Valparaíso, in Cile, nel Pacifico. La sua presenza viene segnalata con maggiore frequenza nel sud della Nuova Zelanda, intorno alle Shetland Australi e al largo della Terra del Fuoco, in Argentina.

## Biologia
I lagenorinchi dalla croce vengono avvistati più spesso in piccoli gruppi composti al massimo da 10-15 individui, ma sono stati osservati anche gruppi formati da un centinaio di capi.
Condividono i terreni di foraggiamento con altri cetacei, come globicefali, balenottere minori e lissodelfini australi, e vengono osservati regolarmente in compagnia delle balenottere comuni. Praticano frequentemente il bow-riding tra le onde provocate dalle navi e dalle grandi balene.
L'esame dei contenuti stomacali dei pochi esemplari analizzati indica che si nutrono di canocchie, policheti e varie specie (non identificate) di calamari e piccoli pesci.

## Tassonomia
La specie venne battezzata inizialmente Delphinus cruciger da Quoy e Gaimard (1824) dopo un primo avvistamento nel gennaio 1820. Lesson e Garnot (1827) battezzarono in seguito un altro delfino con due macchie bianche sui fianchi Delphinus bivittatus. Per tutto il XIX secolo e l'inizio del XX, gli scienziati attribuirono al lagenorinco dalla croce vari sinonimi, come Phocoena crucigera (Philippi, 1893), Electra crucigera (Gray, 1871) e Lagenorhynchus clanculus (Gray, 1846, 1846; 1849; 1850; 1866). Sebbene venga tradizionalmente classificata nel genere Lagenorhynchus, le analisi molecolari indicano che la specie sia in realtà più strettamente imparentata con i lissodelfini e i delfini del genere Cephalorhynchus ed è pertanto stata trasferita nel nuovo genere Sagmatias, che è stato accettato dalla American Society of Mammalogists. Le relazioni tassonomiche con il genere Cephalorhynchus (cui appartiene, tra gli altri, il cefalorinco di Hector) vengono ulteriormente supportate dalle somiglianze nei segnali di ecolocazione e nei fischi emessi.

## Popolazione
Censimenti della specie furono realizzati nel 1976-77 e nel 1987-88. Sulla base delle analisi di zonizzazione effettuate nel gennaio 1977 e 1988 nelle acque settentrionali dell'Antartico, il numero di esemplari venne stimato intorno ai 144300 individui. Questa è stata l'unica stima di popolazione fatta finora.

## Conservazione
Il lagenorinco dalla croce è una delle specie coinvolte nel Protocollo d'intesa per la conservazione dei cetacei e dei loro habitat nella regione delle isole del Pacifico (Pacific Cetaceans MOU). Nel 2003 è stata inserita anche nell'Appendice II della Convenzione sul commercio internazionale delle specie minacciate di estinzione (CITES). Sebbene non sia stato ancora studiato approfonditamente, il lagenorinco dalla croce non è minacciato e figura pertanto tra le «specie a rischio minimo» (Least Concern) sulla Lista rossa della IUCN.